# Kjell Sundström
Kjell Olof Viktor Sundström, född 15 februari 1943, död 16 november 2021 i Umeå kommun, var en svensk ishockeyspelare.
Sundström representerade under sin karriär Sandviks IK (1957–1958), IFK Umeå (1959–1970) och IF Björklöven (1970–1977). Han spelade tio A-landskamper för Sverige.
Han var bror till ishockeyspelarna Elon och Tage Sundström, och farbror till Peter och Patrik Sundström.